# Petr van Blokland
Petr van Blokland (Gouda, 1956) is een Nederlandse letterontwerper, typograaf, grafisch vormgever, en docent aan de Koninklijke Academie van Beeldende Kunsten (KABK). Hij is bekend als ontwerper van het letterfont 'Deforma', dat onder andere is toegepast in een huisstijl voor de KPN.

## Leven en werk
Blokland is een broer van (letter)ontwerper Erik van Blokland. Hij volgde zijn opleiding aan de Haagse Academie van Beeldende Kunsten (KABK) en specialiseerde zich als student van Gerrit Noordzij in letterontwerpen.
Na zijn studie werkte hij onder andere voor Studio Dumbar. Hij ontwierp veelgebruikte letters als de Proforma en de Productus. In 1988 ontving hij de Charles Peignot Award van de Association Typographique Internationale.
Van Blokland heeft zijn eigen ontwerpbureau en doceert nu zelf aan de KABK.

## Publicaties (selectie)
- Peter Bila̕k, Petr van Blokland, Hans Rudolf Bosshard. De kracht van typografie: cultuur, communicatie, nieuwe media, 2015.

Werk over Petr van Blokland
- Gerrit Noordzij. Letters: Frank Blokland, Petr van Blokland, Jelle Bosma, Henk van Leyden, Peter Matthias Noordzij, Marie-Cécile Noordzij-Pulles, Albert Jan Pool. Rijksmuseum Meermanno-Westreenianum/Museum van het Boek (Den Haag), 1986.